# Admontia offella
Admontia offella är en tvåvingeart som beskrevs av Henry J. Reinhard 1962. Admontia offella ingår i släktet Admontia och familjen parasitflugor.
Artens utbredningsområde är Arizona. Inga underarter finns listade i Catalogue of Life.